# نهر كرخايا
نهر كرخايا 
كان من أنهار بغداد القديمة، ويقع عليه دير مديان، وكان يحمل ماؤه من نهر عيسى، تتفرع منه عدة انهار تدخل بغداد من موضع يقال له باب أبي قبيصة، ويمر إلى قنطرة اليهود، وقنطرة درب الحجارة، وقنطرة البيمارستان، وباب المحوّل، وتتفرع منه أنهار الكرخ كلها، منها نهر رزين يمر في سويقة أبي الورد إلى بركة زلزل، ثم إلى طاق الحراني، ثم يصب في نهر الصراة أسفل من القنطرة الجديدة، ويتفرع من نهر رزين، نهر يعبر بعبارة، فيدخل إلى مدينة المنصور، وتتفرع من نهر كرخايا انهار عدة في سوق الكرخ، لا أثر لها اليوم ألبتة، منها نهر الدجاج. 
وكان نهر كرخايا يمر بمنطقة براثا، فيسقي رستاق الفروسيج، الذي منه بغداد نفسها، ويذكر ان عيسى بن علي بن عبدالله بن العباس أحدث الرحى المعروفة برحى أُم جعفر، قطع نهر كرخايا، وجعل يسقى رستاق الفروسيج والكرخ من نهر الرفيل، وقد أكثرت الشعراء من ذكره، وان أثر النهر القديم باق، ويدخل المحال، وبقي مختصاً بالزراعة.
يمر نهر كرخايا بقنطرة البيمارستان، فاذا صار إلى الدرابات سمي هناك إلى موضع يعرف بالواسطيين، ثم إلى موضع يسمى الخفقة، فيحمل منه هناك نهر البزارين، فيخرج في شارع المنصور، ثم يمر إلى دار كعب، ثم يخرج إلى باب الكرخ، ثم يدخل إلى البزارين، ثم يمر إلى الخزازين، ويدخل في أصحاب الصابون، ثم يصب في دجلة.